# 유상봉
유상봉은 대한민국의 사업가, 범죄인이다. '함바왕'이란 별명을 가지고 있으며 2010년에 '함바 게이트' 사건을 일으킨 장본인이다. 2012년 함바집 운영권 수주 및 인사 청탁 등의 명목으로 건설사 임원들과 전·현직 경찰 간부, 고위공무원에게 금품을 준 혐의로 징역형을 선고받았다.

## 함바 게이트
함바(はんば, 飯場)는 건설 현장에 있는 간이 식당을 부르는 말이다. 이 함바집 운영은 큰 수익을 안정적으로 보장받는 사업이다. 음식값이 시중보다 저렴함에도 불구하고 공사 기간 동안 현장 노동자들과 건설사 직원을 상대로 식사를 독점적으로 제공할 수 있고, 임대료, 수도, 전기요금도 부담하지 않기 때문이다. 한 번 계약하면 그 건설사가 맡는 다른 공사현장의 운영권을 따내는 데도 유리하기 때문에 함바집 운영권을 따내기 위한 경쟁은 치열하다. 공개입찰도 진행하나 이는 형식적이며 인맥과 로비 없이는 운영권을 따내기가 쉽지 않다고 한다. 이런 이유로 함바집 운영은 건설현장의 대표적인 이권사업이자 비리의 온상으로 꼽혀왔다.
2010년 '함바왕' 유상봉은 함바 브로커로 활동하며 예비 식당업주로부터 미리 돈을 받아 착복하거나 건설사 관계자와 정관계 인사 14명에게 뇌물을 주고 로비를 벌리다 적발되었다. 유상봉이 뇌물을 상납한 이들은 배건기 전 청와대 감찰팀장, 장수만 전 조달청장, 강희락 전 경찰청장 등 전현직 공무원과 건설사 임원 등이다. 2012년 11월, 유상봉은 함바집 운영권 수주 및 인사 청탁 등의 명목으로 건설사 임원들과 전·현직 경찰 간부, 고위공무원에게 금품을 준 혐의로 징역 1년6월을 선고받았다. 유상봉은 구속집행정지 기간이던 2012년 4월에도 비슷한 사기를 벌리다가 적발되어 추가로 처벌을 받기도 했다.

## 2020년 선거범죄
미래통합당 탈당 후 동구·미추홀구 을 선거구에 출마한 윤상현 후보를 지지하기 위해 미래통합당 후보인 안상수 의원을 비방하였다. 선거 결과 윤상현 후보는 더불어민주당 남영희 후보를 171표차로 제치고, 안상수는 3위를 기록했다. 선거 공작에 윤상현의 보좌관의 개입이 확인됐으나, 윤상현은 자기는 개입하지 않았다고 주장하고 있다.